# 西園里 (金門縣)
西園里是中華民國金門縣金沙鎮的一個里，東南與三山里相鄰，東北與官嶼里相連，南與汶沙里相接，有西園、後珩、浯坑、田墩四個居民點，取最大的西園命名，人口約一千人。

## 概況
西園一帶原為渡口，内海淤塞後為鹽田，亦有牡蠣、海菜、文蛤養殖和灰窯業，選址於西園里的金門文化園區於2001年動工，2010年12月25日落成，銘傳大學金門校區也位於西園里。